# Sveti Petar i Mikelon
Sveti Petar i Mikelon (francuski: Saint-Pierre-et-Miquelon) je prekomorski teritorij Francuske koji se sastoji od nekoliko manjih otoka, a nalazi se 25 km južno od istočne pokrajine i otoka Terre-Neuve (engleski: Newfoundland), na istočnoj obali Kanade.
Zajedno s Gvadalupom, Gvajanom i Martinikom, to je jedan od četiri francuska posjeda u Americi i jedini u Sjevernoj Americi, zadnji teritorijalni ostatak Nove Francuske (Nouvelle-France).
Otok Sveti Petar je imenovao Jacques Cartier za vrijeme svog putovanja kod tog otoka u lipnju 1536. Portugalski istraživač João Álvares Fagundes je otoke nazvao otočjem Jedanaest tisuća djevica. Ime otoka Mikelon (Miquelon) je baskijskog porijekla, jer su otok za ribarenje koristili ribari iz Saint-Jean-de-Luza iz francuskog dijela Baskije.

## Povijest
Na otoku su pronađeni tragovi dorsetonske kulture koji datiraju iz 3000 pr. Kr.
Smatra se da je Portugalac Fagundes prvi europljanin koji je otkrio otočje 21. listopada 1520. godine, ali neki povjesničari to ne priznaju i smatraju da su otoke otkrili neki drugi istraživači, kao Jean Cabot ili Giovanni da Verrazano.
Otoci su služili kao baza Bretonskim i Baskijskim ribarima od 16. stoljeća. Najstarije još postojeće stalne građevine na otoku su iz 1604. godine. Na zastavi otočja su vidljivi znakovi koji označavaju svoj Bretonsko, Baskijsko i Normandijsko porijeklo.
Početkom 18. stoljeća, otok su naselili Francuzi, a napustili su ga 1713. potpisivanjem Sporazuma iz Utrechta. Otok je ponovno vraćen Francuskoj 1763. godine, Sporazumom iz Pariza. Od 1763. do 1778. otok je bio prihvatilište za akadijanske izbjeglice iz Nove Škotske. 1778. otoke su napali Britanci, zbog potpore Francuske nezavisnosti Sjedinjenih Američkih Država. Cijela populacija otoka, uključujući i izbjeglice je bila premještena.
Francuska je opet dobila otoke 1783. godine, ali Britanci, frustrirani zbog Francuske revolucije, koju smatraju prijetnjom monarhiji i činjenici da je Francuska objavila rat Velikoj Britaniji, opet napadaju otoke 1793. i ponovno deportiraju cjelokupno stanovništvo. Nova domovina svih ovih izbjeglica je bilo otočje Îles-de-la-Madeleine u Québecu, Kanada, gdje i danas živi veliki broj njihovih potomaka.
Otoci su napokon vraćeni Francuskoj poslije drugog Napoleonovog pada 1816. Ovi otoci su jedini ostatak ogromnog francuskog kolonijalnog carstva u Sjevernoj Americi. Otočje je postalo vrlo važan ribarski centar, jer su oko njega neka od najbogatijih svjetskih mjesta za ribolov.
Zanimljiva činjenica je da su otoci, za vrijeme Američke prohibicije bili baza za krijumčarenje alkohola u Sjedinjene Američke Države. Otoke su za to koristili poznati gangsteri kao Al Capone i Bill McCoy.
Za vrijeme Drugog svjetskog rata, kada je nacistička Njemačka osvojila Francusku, otoci su potpali pod kontrolu marionetske Višijske Francuske pod vodstvom višijskog guvernera Gilberta de Bournata.
Ovaj režim je na otocima propagirao nacistički režim i postavio radio odašiljač koji je emitirao propagandu iz Vichya. Smatra se da je ovaj odašiljač pomagao i njemačkim U-Bootovima koji su se nalazili blizu obale Newfoundlanda. Na Badnjak 1941. godine, trupe Slobodnih Francuza koje je vodio kontraadmiral Émile Muselier su oslobodili otoke u ime francuskog pokreta otpora pod vodstvom Charlesa de Gaullea. Otoci su postali predmet prepirke između Slobodnih Francuza i Sjedinjenih Američkih Država, koji su u tom trenutku podupirali Vichyjski režim.
Ovo je bio jedan od prvih teritorija koji je oslobodila Slobodna Francuska (France Libre).
Otočje je postalo prekomorski teritorij (territoire d'outre-mer ili TOM) 1946. godine, pa prekomorski departman (département d'outre-mer ili DOM) 1976. godine. Svoj trenutni status otočje je dobilo 11. lipnja 1985. Ustavnom revizijom 28. ožujka 2003. odlučeno je da Sveti Petar i Mikelon postane COM (collectivités d'outre-mer).
Tradicionalno, Sveti Petar i Mikelon predstavlja veliki ekonomski resurs Francuske zbog ribolovnih prava koja se prostiru na 200 nautičkih milja. 1992. godine, zbog sukoba Francuske i Kanade oko ribolovnih prava, gospodarska zona otočja je ograničena na 12 nautičkih milja istočno, 24 nautičke milje zapadno i na koridor dužine 200 milja i širine 10 milja u pravcima sjever i jug.

## Administracija i institucije
Glavno mjesto otočja, Saint-Pierre je također i sjedište jedne od dviju općina na otočju (s Mikelonom). Na čelu višestranačke vlade je Predsjednik generalnog vijeća koja ima izvršnu vlast. Na čelu sveukupne prefekture je prefekt.
Generalno vijeće se sastoji od 19 zastupnika, koji predstavljaju dvije općine: Saint-Pierre (15 zastupnika) i Miquelon-Langlade (4 zastupnika). Vijeće odlučuje o novčanim, carinskim, urbanističkim, prirodnim i drugim pitanjima. Vijeću pomaže Gospodarsko-socijalni odbor (Comité économique et social).
Na nacionalnoj razini otočje predstavlja jedan zastupnik u francuskom parlamentu, jedan senator i jedan savjetnik u Gospodarsko-socijalnom odboru.
Za obrazovanje je zadužen predstavnik rektora (inspecteur d'Académie) koji je ovisan o Caenskom rektoratu.
Za pravdu su zadužena tri suda: Tribunal supérieur d'Appel, tribunal de Première Instance i Tribunal administratif.

## Politika
1992. godine, prepirku između Kanade i Francuske oko morske granice i gospodarskog pojasa je riješio Međunarodni sud za arbitražu. Tada su odlučene današnje morske granice ovog područja. Današnji ukupni pomorski teritorij čini 18% onoga što je Francuska tražila. Ovaj sukob nije dobro utjecao na inače dobra francusko-kanadske odnose.
Trenutni predsjednik generalnog vijeća je Stéphane Artano iz stranke Archipel demain koji je lokalni ogranak UMP-a. Trenutni prefekt je Albert Dupuy, a gradonačelnica Saint-Pierrea je Karine Claireaux (PS).

## Zemljopis
Ovo malo otočje koje se sastoji od 8 otoka (ovisno o točki gledišta), ukupne površine 242 km² je ledenjačkog porijekla iz prekambrijskog razdoblja. Otočje se sastoji od dva velika otoka, Mikelon (Miquelon), površine 216 km² i dužine 80 km od sjevera prema jugu, i otoka Saint-Pierre (hrvatski: "Sveti Petar"), površine 26 km²; njih okružuju drugi otočići kao Grand Colombier, Petit Colombier, i Île-aux-Marins ("Otok mornara") prije znan kao Île aux Chiens ("Otok pasa").
Veći otok Mikelon dva otoka spojena pješčanom dinom. Veći je Veliki Mikelon (110 km²) ili Grande Miquelon, a manji je Mali Mikelon (91 km²) ili Petite Miquelon (također poznat im kao Langlade). Otoci su spojeni 1783. godine.
Otoci su puni rijetkih vrsta drveća, s jako malim brojem plaža.
Drugi otoci su još: île aux pigeons ("Otok golubova"), île aux vainqueurs ("Otok pobjednika") i île verte ("Zeleni otok") koji se nalazi u teritorijalnim vodama između francuske i kanadske strane, s upitnim suverenitetom za obje strane.

### Klima
Klima otočja slijedi klimu Terre-Neuvea, to je oceanska, hladna i vlažna klima (1500 mm godišnje). Na otočju se dodirivaju hladni arktički zrak i blaži morski zrak. To je također mjesto dodirivanja tople Golfske struje i hladne Labradorske struje. Zimi je prosječna temperatura -3°C, dok je najniža -10°C, zimi često pada snijeg. Prosječna ljetna temperatura je 16°C, magla je vrlo česta.

### Biljni svijet
1. Lycopodiella appressa (Chapm.) Cranfill
2. Lycopodiella inundata (L.) Holub
3. Dendrolycopodium dendroideum (Michx.) A. Haines
4. Lycopodium clavatum subsp. clavatum L.
5. Lycopodium lagopus (Laest. ex C. Hartm.) Zinserl. ex Kuzen.
6. Spinulum annotinum subsp. annotinum (L.) A. Haines
7. Diphasiastrum complanatum subsp. complanatum (L.) Holub
8. Diphasiastrum sitchense (Rupr.) Holub
9. Huperzia appalachiana Beitel & Mickel
10. Huperzia lucidula (Michx.) Trevis.
11. Huperzia selago subsp. selago (L.) Bernh.
12. Huperzia ×josephbeitelii A. Haines
13. Isoetes echinospora Durieu
14. Isoetes lacustris L.
15. Selaginella selaginoides (L.) Schrank & C. F. P. Mart.
16. Equisetum arvense subsp. arvense L.
17. Equisetum fluviatile L.
18. Equisetum scirpoides Michx.
19. Equisetum sylvaticum L.
20. Equisetum variegatum subsp. variegatum Schleich. ex F. Weber & D. Mohr
21. Sceptridium multifidum (S. G. Gmel.) M. Nishida ex Tagawa
22. Botrychium angustisegmentum (Pease & A. H. Moore) Fernald
23. Botrychium matricariifolium (Döll) A. Braun ex Koch
24. Botrychium onondagense Underw.
25. Ophioglossum pusillum Raf.
26. Osmundastrum cinnamomeum subsp. cinnamomeum (L.) C. Presl
27. Claytosmunda claytoniana (L.) Metzgar & Rouhan
28. Osmunda spectabilis Willd.
29. Schizaea pusilla Pursh
30. Pteridium aquilinum subsp. latiusculum
31. Polystichum braunii (Spenn.) Fée
32. Dryopteris carthusiana (Vill.) H. P. Fuchs
33. Dryopteris cristata (L.) A. Gray
34. Dryopteris filix-mas subsp. brittonii
35. Dryopteris intermedia subsp. intermedia (Muhl. ex Willd.) A. Gray
36. Polypodium appalachianum Haufler & Windham
37. Polypodium virginianum L.
38. Cystopteris fragilis subsp. fragilis (L.) Bernh.
39. Gymnocarpium dryopteris (L.) Newman
40. Phegopteris connectilis (Michx.) Watt
41. Thelypteris palustris subsp. pubescens
42. Amauropelta noveboracensis (L.) S. E. Fawc. & A. R. Sm.
43. Athyrium angustum (Willd.) C. Presl
44. Onoclea sensibilis L.
45. Pinus strobus L.
46. Picea glauca (Moench) Voss
47. Picea mariana (Mill.) Britton, Sterns & Poggenb.
48. Picea rubens Sarg.
49. Larix laricina (Du Roi) K. Koch
50. Abies balsamea (L.) Mill.
51. Taxus canadensis Marshall
52. Juniperus communis L. var. depressa
53. Juniperus horizontalis Moench
54. Nuphar variegata Engelm. ex Durand
55. Lemna turionifera Landolt
56. Triantha glutinosa (Michx.) Baker
57. Triglochin maritima L.
58. Triglochin palustris L.
59. Zostera marina L.
60. Stuckenia filiformis subsp. occidentalis
61. Stuckenia pectinata (L.) Börner
62. Potamogeton confervoides Rchb.
63. Potamogeton epihydrus Raf.
64. Potamogeton gramineus L.
65. Potamogeton oakesianus Robbins ex A. Gray
66. Potamogeton perfoliatus L.
67. Potamogeton polygonifolius Pourr., uvezena
68. Potamogeton ×nitens Weber
69. Ruppia maritima L.
70. Trillium cernuum L.
71. Streptopus amplexifolius subsp. americanus
72. Streptopus lanceolatus (Aiton) Reveal
73. Clintonia borealis (Aiton) Raf.
74. Platanthera ×andrewsii (M. White) Luer
75. Goodyera repens (L.) R. Br.
76. Neottia convallarioides (Sw.) Rich.
77. Neottia cordata (L.) Rich.
78. Calopogon tuberosus (L.) Britton, Stern & Poggenb.
79. Corallorhiza maculata Raf.
80. Corallorhiza maculata Raf. var. occidentalis
81. Corallorhiza trifida Châtel.
82. Iris setosa Pall. ex Link var. canadensis
83. Iris versicolor L.
84. Sisyrinchium montanum Greene var. crebrum
85. Asparagus officinalis subsp. officinalis L., uvezena
86. Maianthemum canadense Desf.
87. Maianthemum stellatum (L.) Link
88. Maianthemum trifolium (L.) Sloboda
89. Sparganium americanum Nutt.
90. Sparganium angustifolium Michx.
91. Sparganium chlorocarpum Rydb.
92. Sparganium eurycarpum Engelm.
93. Sparganium hyperboreum Laest. ex Beurl.
94. Sparganium natans L.
95. Xyris montana Ries
96. Eriocaulon aquaticum (Hill) Druce
97. Oreojuncus trifidus (L.) Záv. Drábk. & Kirschner
98. Luzula acuminata subsp. acuminata Raf.
99. Luzula multiflora subsp. multiflora (Ehrh.) Lej.
100. Luzula parviflora subsp. melanocarpa (Ehrh.) Lej.
101. Luzula spicata subsp. spicata (L.) DC.
102. Juncus acutiflorus subsp. acutiflorus Ehrh. ex Hoffm., uvezena
103. Juncus articulatus subsp. articulatus L.
104. Juncus brevicaudatus (Engelm.) Fernald
105. Juncus bufonius L.
106. Juncus bulbosus subsp. bulbosus L., uvezena
107. Juncus canadensis J. Gay
108. Juncus effusus subsp. effusus L.
109. Juncus filiformis L.
110. Juncus gerardi subsp. gerardi Loisel.
111. Juncus militaris Bigelow
112. Juncus pelocarpus E. Mey.
113. Juncus ranarius Songeon & E. P. Perrier
114. Juncus stygius subsp. americanus Loisel.
115. Juncus subcaudatus (Engelm.) Coville & S. F. Blake
116. Juncus tenuis Willd.
117. Rhynchospora alba (L.) Vahl
118. Rhynchospora fusca (L.) W. T. Aiton
119. Dulichium arundinaceum (L.) Britton
120. Scirpus atrocinctus Fernald
121. Scirpus cyperinus (L.) Kunth
122. Scirpus hattorianus Makino
123. Scirpus microcarpus J. Presl & C. Presl
124. Eriophorum angustifolium subsp. angustifolium Honck.
125. Eriophorum chamissonis C. A. Mey.
126. Eriophorum gracile subsp. gracile W. D. J. Koch ex Roth
127. Eriophorum tenellum Nutt
128. Eriophorum vaginatum L. var. spissum W. D. J. Koch ex Roth
129. Eriophorum virginicum L.
130. Eriophorum viridicarinatum (Engelm.) Fernald
131. Eriophorum ×fulvum Bach. Pyl. ex Raymond, endem
132. Eriophorum ×pylaieanum Raymond
133. Trichophorum alpinum (L.) Pers.
134. Trichophorum cespitosum (L.) Hartm.
135. Carex aquatilis Wahlenb.
136. Carex arctata Boott
137. Carex bebbii (L. H. Bailey) Olney ex Fernald
138. Carex brunnescens subsp. sphaerostachya
139. Carex buxbaumii Wahlenb.
140. Carex canescens subsp. canescens L.
141. Carex capillaris L.
142. Carex caryophyllea Latourr., uvezena
143. Carex chordorrhiza Ehrh. ex L. f.
144. Carex conoidea Willd.
145. Carex crawfordii Fernald
146. Carex debilis Michx. var. rudgei L.
147. Carex deflexa Hornem.
148. Carex demissa Hornem., uvezena
149. Carex diandra Schrank
150. Carex disperma Dewey
151. Carex echinata subsp. echinata Murray
152. Carex exilis Dewey
153. Carex flava subsp. flava L.
154. Carex folliculata L.
155. Carex glareosa subsp. glareosa Schkuhr ex Wahlenb.
156. Carex gracillima Schwein.
157. Carex gynandra Schwein.
158. Carex gynocrates Wormsk.
159. Carex haydenii Dewey
160. Carex hirta L., uvezena
161. Carex hirtifolia Mack.
162. Carex hormathodes Fernald
163. Carex hostiana DC.
164. Carex interior L. H. Bailey
165. Carex intumescens Rudge
166. Carex lasiocarpa Ehrh. var. americana Schkuhr ex Wahlenb.
167. Carex lenticularis Michx.
168. Carex lepidocarpa subsp. lepidocarpa Tausch
169. Carex leptalea subsp. leptalea Wahlenb.
170. Carex leptonervia (Fernald) Fernald
171. Carex limosa L.
172. Carex livida (Wahlenb.) Willd.
173. Carex magellanica subsp. irrigua Wahlenb.
174. Carex maritima Gunnerus
175. Carex michauxiana subsp. michauxiana Boeckeler
176. Carex nigra subsp. nigra (L.) Reichard
177. Carex novae-angliae Schwein.
178. Carex oligosperma Michx.
179. Carex ovalis Gooden.
180. Carex paleacea Schreb. ex Wahlenb.
181. Carex pallescens L.
182. Carex panicea L., uvezena
183. Carex pauciflora Lightf.
184. Carex pedunculata subsp. pedunculata Muhl. ex Willd.
185. Carex pellita Willd.
186. Carex rariflora (Wahlenb.) Sm.
187. Carex recta Boott
188. Carex saxatilis L.
189. Carex scirpoidea subsp. scirpoidea Michx.
190. Carex scoparia Schkuhr ex Willd.
191. Carex stipata Muhl. ex Willd.
192. Carex trisperma Dewey
193. Carex utriculata Boott
194. Carex vacillans Drejer
195. Carex vesicaria L.
196. Carex viridula subsp. viridula Michx.
197. Carex vulpinoidea Michx.
198. Carex wiegandii Mack.
199. Carex ×stenolepis Less.
200. Eleocharis acicularis (L.) Roem. & Schult.
201. Eleocharis elliptica Kunth
202. Eleocharis parvula (Roem. & Schult.) Link ex Bluff, Nees & Schauer
203. Eleocharis quinqueflora (Hartmann) O. Schwarz
204. Eleocharis uniglumis subsp. uniglumis (Link) Schult.
205. Bolboschoenus maritimus subsp. paludosus
206. Schoenoplectus acutus (Muhl.) Á. Löve & D. Löve
207. Schoenoplectus pungens (Vahl) Palla
208. Schoenoplectus subterminalis (Torr.) Soják
209. Schoenoplectus tabernaemontani (C. C. Gmel.) Palla
210. Nardus stricta L., uvezena
211. Glyceria borealis (Nash) Batch.
212. Glyceria canadensis (Michx.) Trin., endem
213. Glyceria fluitans (L.) R. Br., uvezena
214. Glyceria grandis S. Watson
215. Glyceria striata subsp. striata (Lam.) Hitchc.
216. Hierochloe odorata subsp. odorata (L.) P. Beauv.
217. Phalaris arundinacea subsp. arundinacea L.
218. Calamagrostis pickeringi A. Gray
219. Agrostis canina L.
220. Avena sativa L., uvezena
221. Avenella flexuosa subsp. corsica
222. Festuca filiformis Pourr., uvezena
223. Lolium multiflorum Lam., uvezena
224. Lolium perenne subsp. perenne L., uvezena
225. Lolium pratense (Huds.) Darbysh., uvezena
226. Dactylis glomerata subsp. glomerata L.
227. Puccinellia distans subsp. distans (Jacq.) Parl.
228. Puccinellia tenella subsp. langeana (Jacq.) Parl.
229. Phleum pratense subsp. pratense L.
230. Poa alsodes A. Gray
231. Poa annua subsp. annua L.
232. Poa compressa L.
233. Poa nemoralis subsp. nemoralis L.
234. Poa palustris L.
235. Poa pratensis subsp. pratensis L.
236. Poa trivialis subsp. trivialis L.
237. Cinna latifolia (Trevir.) Griseb.
238. Elymus trachycaulus subsp. trachycaulus (Link) Gould ex Shinners
239. Elymus virginicus L.
240. Hordeum jubatum subsp. jubatum L.
241. Molinia caerulea (L.) Moench
242. Danthonia decumbens subsp. decumbens (L.) DC.
243. Sporobolus michauxianus (Hitchc.) P. M. Peterson & Saarela
244. Muhlenbergia glomerata (Willd.) Trin.
245. Muhlenbergia uniflora (Muhl.) Fernald
246. Cynodon dactylon subsp. dactylon (L.) Pers.
247. Coptis trifolia subsp. trifolia (L.) Salisb.
248. Thalictrum dioicum L.
249. Thalictrum pubescens Pursh
250. Halerpestes cymbalaria (Pursh) Greene
251. Ranunculus abortivus L.
252. Ranunculus acris subsp. acris L.
253. Ranunculus flammula L.
254. Ranunculus repens L.
255. Ranunculus reptans L.
256. Ranunculus sceleratus L.
257. Fumaria officinalis subsp. officinalis L.
258. Crassula aquatica (L.) Schönland
259. Rhodiola rosea L.
260. Sedum acre subsp. acre L.
261. Myriophyllum alterniflorum DC.
262. Myriophyllum sibiricum Kom.
263. Myriophyllum tenellum Bigelow
264. Myriophyllum verticillatum L.
265. Ribes glandulosum Weber
266. Ribes hirtellum Michx.
267. Mitella nuda L.
268. Oxalis montana Raf.
269. Euphorbia helioscopia subsp. helioscopia L.
270. Euphorbia peplus L.
271. Salix candida Flüggé ex Willd.
272. Salix glauca L. var. cordifolia
273. Salix lucida subsp. lucida Muhl.
274. Salix pedicellaris Pursh
275. Salix pellita (Andersson) Bebb
276. Salix planifolia Pursh
277. Salix uva-ursi Pursh
278. Populus tremuloides Michx.
279. Viola adunca subsp. adunca Sm.
280. Viola arvensis subsp. arvensis Murray
281. Viola cucullata Aiton
282. Viola labradorica Schrank
283. Viola lanceolata L.
284. Viola macloskeyi F. E. Lloyd
285. Hypericum boreale (Britton) E. P. Bicknell
286. Hypericum canadense L.
287. Hypericum perforatum subsp. perforatum L.
288. Hypericum pulchrum L.
289. Triadenum fraseri (Spach) Gleason
290. Elatine minima (Nutt.) Fisch. & C. A. Mey.
291. Lotus corniculatus subsp. corniculatus L.
292. Trifolium arvense L.
293. Trifolium aureum subsp. aureum Pollich
294. Trifolium campestre Schreb.
295. Trifolium hybridum L.
296. Trifolium pratense subsp. pratense L.
297. Trifolium repens L.
298. Vicia cracca L.
299. Vicia segetalis Thuill.
300. Ervilia hirsuta (L.) Opiz
301. Ervum tetraspermum L.
302. Lathyrus japonicus Willd.
303. Lathyrus japonicus Willd. var. pellitus
304. Lathyrus palustris L.
305. Melilotus officinalis (L.) Lam.
306. Medicago lupulina L.
307. Filipendula ulmaria subsp. ulmaria (L.) Maxim.
308. Geum macrophyllum Willd.
309. Geum rivale L.
310. Rubus arcticus subsp. acaulis
311. Rubus canadensis L.
312. Rubus chamaemorus L.
313. Rubus idaeus subsp. strigosus
314. Rubus pubescens Raf.
315. Agrimonia striata Michx.
316. Sanguisorba canadensis L.
317. Rosa carolina subsp. carolina L.
318. Rosa nitida Willd.
319. Rosa rugosa Thunb.
320. Rosa virginiana subsp. virginiana Herrm.
321. Potentilla anglica Laich.
322. Potentilla argentea L.
323. Potentilla intermedia L.
324. Potentilla norvegica L.
325. Potentilla simplex Michx.
326. Argentina anserina subsp. anserina (L.) Rydb.
327. Fragaria virginiana subsp. virginiana Duchesne
328. Dasiphora fruticosa (L.) Rydb.
329. Alchemilla alpina L.
330. Alchemilla filicaulis Buser
331. Alchemilla monticola Opiz
332. Comarum palustre L.
333. Sibbaldia tridentata (Aiton) Paule & Soják
334. Prunus pensylvanica L. f.
335. Prunus virginiana L.
336. Spiraea alba Du Roi var. latifolia
337. Amelanchier bartramiana (Tausch) M. Roem.
338. Amelanchier laevis Wiegand
339. Sorbus americana Marshall
340. Sorbus aucuparia subsp. aucuparia L.
341. Sorbus decora (Sarg.) C. K. Schneid.
342. Aronia ×prunifolia (Marshall) Rehder
343. xSorbaronia ×arsenii (Britton & Arsène) G. N. Jones
344. Malus domestica (Suckow) Borkh.
345. Laportea canadensis (L.) Wedd.
346. Urtica dioica subsp. dioica L.
347. Urtica gracilis subsp. gracilis Aiton
348. Urtica urens L.
349. Myrica gale subsp. gale L.
350. Morella pensylvanica (Mirb.) Kartesz
351. Betula alleghaniensis Britton var. macrolepis
352. Betula michauxii Spach
353. Betula papyrifera Marshall
354. Betula papyrifera Marshall var. cordifolia
355. Betula pumila L.
356. Alnus alnobetula subsp. crispa
357. Alnus rugosa (Du Roi) Spreng.
358. Corylus cornuta Marshall
359. Geranium robertianum subsp. robertianum L.
360. Circaea alpina subsp. alpina L.
361. Chamaenerion angustifolium subsp. circumvagum
362. Epilobium ciliatum subsp. glandulosum
363. Epilobium leptophyllum Raf.
364. Epilobium palustre L.
365. Oenothera oakesiana (A. Gray) J. W. Robbins ex S. Watson
366. Oenothera perennis L.
367. Oenothera villosa subsp. villosa Thunb.
368. Lythrum salicaria L.
369. Acer spicatum Lam.
370. Hudsonia ericoides L.
371. Draba glabella Pursh
372. Arabidopsis thaliana (L.) Heynh.
373. Cakile edentula subsp. edentula (Bigelow) Hook.
374. Rhamphospermum arvense (L.) Andrz. ex Besser
375. Erucastrum gallicum (Willd.) O. E. Schulz
376. Raphanus raphanistrum subsp. raphanistrum L.
377. Geocaulon lividum (Richardson) Fernald
378. Persicaria amphibia (L.) Gray var. stipulacea
379. Rumex triangulivalvis (Danser) Rech. f.
380. Polygonum fowleri subsp. fowleri B. L. Rob.
381. Drosera intermedia Hayne
382. Drosera rotundifolia L.
383. Atriplex glabriuscula Edmondston
384. Atriplex patula subsp. patula L.
385. Salicornia maritima S. L. Wolff & Jefferies
386. Claytonia caroliniana Michx.
387. Cornus alternifolia L. f.
388. Cornus canadensis subsp. canadensis L.
389. Cornus sericea subsp. sericea L.
390. Cornus suecica L.
391. Impatiens capensis Meerb.
392. Lysimachia borealis (Raf.) U. Manns & Anderb.
393. Lysimachia maritima (L.) Galasso, Banfi & Soldano
394. Lysimachia tenella L.
395. Lysimachia terrestris (L.) Britton, Sterns & Poggenb.
396. Diapensia lapponica L.
397. Pyrola chlorantha Sw.
398. Pyrola minor L.
399. Orthilia secunda (L.) House
400. Moneses uniflora (L.) A. Gray
401. Monotropa uniflora L.
402. Hypopitys monotropa Crantz
403. Arctostaphylos alpinus (L.) Spreng.
404. Arctostaphylos uva-ursi (L.) Spreng.
405. Kalmia angustifolia subsp. angustifolia L.
406. Kalmia polifolia Wangenh.
407. Kalmia procumbens (L.) Gift, Kron & P. F. Stevens
408. Epigaea repens L.
409. Calluna vulgaris (L.) Hull
410. Empetrum hermaphroditum Hagerup
411. Empetrum nigrum subsp. nigrum L.
412. Rhododendron canadense (L.) Torr.
413. Rhododendron groenlandicum (Oeder) Kron & Judd
414. Vaccinium angustifolium Aiton
415. Vaccinium macrocarpon Aiton
416. Vaccinium oxycoccos L.
417. Vaccinium uliginosum subsp. occidentale
418. Vaccinium vitis-idaea L.
419. Gaylussacia baccata (Wangenh.) K. Koch
420. Gaylussacia dumosa (Andrews) A. Gray
421. Andromeda polifolia L. var. latifolia
422. Chamaedaphne calyculata (L.) Moench
423. Gaultheria hispidula (L.) Muhl. ex Bigelow
424. Gaultheria procumbens L.
425. Bartonia paniculata subsp. iodandra
426. Bartonia virginica (L.) Britton, Sterns & Poggenb.
427. Halenia deflexa (Sm.) Griseb.
428. Gentianella amarella subsp. acuta
429. Mitchella repens L.
430. Galium labradoricum (Wiegand) Wiegand
431. Galium palustre subsp. palustre L.
432. Galium saxatile L.
433. Galium tinctorium subsp. tinctorium L.
434. Galium trifidum subsp. trifidum L.
435. Galium triflorum Michx.
436. Houstonia caerulea L.
437. Chelone glabra L.
438. Linaria repens (L.) Mill.
439. Linaria vulgaris subsp. vulgaris Mill.
440. Digitalis purpurea subsp. purpurea L.
441. Littorella americana Fernald
442. Plantago lanceolata L.
443. Plantago major L.
444. Plantago maritima subsp. maritima L.
445. Veronica agrestis L.
446. Veronica americana (Raf.) Schwein. ex Benth.
447. Veronica arvensis L.
448. Veronica officinalis L.
449. Veronica scutellata L.
450. Veronica serpyllifolia L.
451. Callitriche palustris subsp. palustris L.
452. Callitriche stagnalis Scop.
453. Hippuris vulgaris L.
454. Limosella australis R. Br.
455. Prunella vulgaris subsp. lanceolata
456. Clinopodium vulgare subsp. vulgare L.
457. Lycopus uniflorus Michx.
458. Mentha canadensis L.
459. Scutellaria galericulata L.
460. Galeopsis ladanum L.
461. Galeopsis tetrahit L.
462. Lamium amplexicaule subsp. amplexicaule L.
463. Lamium hybridum Vill.
464. Lamium purpureum subsp. purpureum L.
465. Erythranthe moschata (Douglas ex Lindl.) G. L. Nesom
466. Aphyllon uniflorum (L.) A. Gray
467. Melampyrum lineare Desr.
468. Rhinanthus minor subsp. minor L.
469. Euphrasia nemorosa (Pers.) Wallr.
470. Euphrasia randii B. L. Rob.
471. Odontites vulgaris subsp. vulgaris Moench
472. Pinguicula vulgaris L.
473. Utricularia cornuta Michx.
474. Utricularia intermedia Hayne
475. Utricularia macrorhiza Leconte
476. Utricularia minor L.
477. Calystegia sepium subsp. americana
478. Symphytum officinale L.
479. Mertensia maritima subsp. maritima (L.) Gray
480. Myosotis arvensis subsp. arvensis (L.) Hill
481. Myosotis scorpioides L.
482. Ilex mucronata (L.) M. Powell, Savol. & S. Andrews
483. Ilex verticillata (L.) A. Gray
484. Lobelia dortmanna L.
485. Menyanthes trifoliata L.
486. Arctium minus subsp. minus (Hill) Bernh.
487. Cirsium arvense (L.) Scop.
488. Cirsium muticum Michx.
489. Cirsium palustre (L.) Scop.
490. Cirsium vulgare (Savi) Ten.
491. Centaurea montana L.
492. Centaurea nigra subsp. nigra L.
493. Lactuca biennis (Moench) Fernald
494. Sonchus arvensis subsp. arvensis L.
495. Sonchus asper subsp. asper (L.) Hill
496. Sonchus oleraceus L.
497. Taraxacum officinale Weber ex F. H. Wigg.
498. Nabalus trifoliolatus Cass.
499. Hieracium umbellatum subsp. umbellatum L.
500. Pilosella aurantiaca subsp. aurantiaca (L.) F. W. Schultz & Sch. Bip.
501. Pilosella officinarum Vaill.
502. Cichorium intybus L.
503. Tussilago farfara L.
504. Petasites frigidus (L.) Fr. var. palmatus
505. Senecio viscosus L.
506. Senecio vulgaris subsp. vulgaris L.
507. Packera aurea (L.) Á. Löve & D. Löve
508. Jacobaea pseudoarnica (Less.) Zuev
509. Jacobaea vulgaris subsp. vulgaris Gaertn.
510. Artemisia stelleriana Besser
511. Matricaria discoidea DC.
512. Achillea millefolium subsp. millefolium L.
513. Achillea millefolium var. borealis L.
514. Achillea ptarmica subsp. ptarmica L.
515. Tripleurospermum maritimum subsp. maritimum (L.) W. D. J. Koch
516. Doellingeria umbellata (Mill.) Nees
517. Oclemena nemoralis (Aiton) Greene
518. Solidago macrophylla Banks ex Pursh
519. Solidago rugosa Mill.
520. Solidago uliginosa Nutt.
521. Erigeron annuus (L.) Pers.
522. Euthamia graminifolia (L.) Nutt.
523. Symphyotrichum novi-belgii (L.) G. L. Nesom
524. Symphyotrichum puniceum (L.) Á. Löve & D. Löve
525. Eurybia radula (Aiton) G. L. Nesom
526. Anaphalis margaritacea subsp. margaritacea (L.) Benth.
527. Gnaphalium uliginosum L.
528. Omalotheca sylvatica (L.) Sch. Bip. & F. W. Schultz
529. Antennaria howellii subsp. neodioica
530. Eutrochium maculatum (L.) E. E. Lamont
531. Helianthus annuus L.
532. Aralia nudicaulis L.
533. Astrantia major subsp. major L.
534. Sanicula marilandica L.
535. Kreidion chinensis (L.) Raf.
536. Ligusticum scothicum subsp. scothicum L.
537. Aegopodium podagraria L.
538. Carum carvi L.
539. Bunium bulbocastanum L.
540. Heracleum maximum W. Bartram
541. Pastinaca sativa subsp. sativa L.
542. Aethusa cynapium subsp. cynapium L.
543. Viburnum cassinoides L.
544. Viburnum edule (Michx.) Raf.
545. Viburnum trilobum Marshall
546. Diervilla lonicera Mill.
547. Lonicera villosa (Michx.) Roem. & Schult.
548. Linnaea borealis L. var. americana

## Stanovništvo
Po francuskom popisu stanovništva iz 1999. na otočju živi 6.316 ljudi. 5.618 živi u općini Saint-Pierre, dok 698 ljudi živi u općini Miquelon-Langlade (697 živi na Mikelonu, dok jedna osoba živi na otoku Langlade).
Materinji i govorni jezik većine stanovništva je francuski, koji sliči francuskom koji se govori u Normandiji. Postoji i manji broj govornika engleskog jezika (oko 190), baskijski jezik je izumro na ovim otocima u 1950-ima. 
Etničke grupe koje žive na otocima imaju baskijske, bretonske i normandijske korijene. Postoji i određeni broj potomaka akadijskih izbjeglica i doseljenici s Newfoundlanda.
Glavna religija je rimokatoličanstvo kome pripada 99% stanovništva otoka. Pismenost je također 99%. Godišnja stopa rasta stanovnika je oko 0.5%.

## Jezici
Na Svetiom Petru i Mikelonu govore se 2 jezika, službeni francuski 5.110 (1967 popis) i engleski 190 (1967 popis).

## Gospodarstvo
Oko trećine stanovništva radi u javnim službama, što je vrlo veliki broj. Agrikultura je ograničena na 70 ha, a klima otočja ne dozvoljava intenzivniju poljoprivredu. Opskrba hranom se većinom zadovoljava uvozom, dok se goriva za elektrane, grijanje, automobile i brodove u potpunosti uvozi. Opskrba otočja je često izložena manjim krizama. Uvozi se većinom iz Kanade i Francuske. Oko 400 poduzeća obavljaju neku djelatnost na otočju, većinom u području ribolova i prerade ribe. Postoji također znatan broj poduzeća koja se bave građevinarstvom, trgovinom, brodogradnjom i raznim uslugama.
Otočje, koje preživljava zahvaljujući direktnoj ili indirektnoj pomoći vlade, je u gospodarskoj krizi sve od ribolovne krize. 12.8 % radno sposobnog stanovništva je nezaposleno, ulov ribe je pao za 150 tona godišnje. Na otocima se istražuju svi mogući načini kako bi se nastavila glavna aktivnost otočja, ribolov. Ali čini se da će otočje morati transformirati svoje gospodarstvo u smjeru tercijalnog sektora. Zbog postojanja zračne luke, turizam se počeo naglo razvijati na otočju. Najveći je naglasak na kulturnom turizmu: povijest otočja, muzeji, teme povezane s Terre-Neuveom, Ile-aux-Marins (otok-muzej). Izgleda da će u budućnosti veliki dio prihoda dolaziti od izrabljivanja nafte i zemnog plina na moru.

## Obrazovanje
Obrazovanje je zajamčeno do baccalauréata (završni ispit, slično maturi). U pogledu na broj stanovništva, određeni je paradoks vidjeti katolički fakultet koji ima veći kapacitet od svih srednjih škola. Mlado stanovništvo većinom nastavlja svoje obrazovanje u nekim od fakulteta u Francuskoj. Postoji snažan trend odlaženja mladih ljudi nazad u kontinentalni dio Francuske. S tim se često ne slažu starosjedioci otočja.

## Šport
U odnosu na broj stanovnika, Sveti Petar i Mikelon ima poprilično razvijenu sportsku infrastrukturu: klizalište, bazeni, nogometna igrališta itd. Hokej je glavni sport na otoku i igrači s otočja igraju u reprezentaciji Francuske. Također se igra i baskijski sport pelote basque. Postoje dva igrališta za ovaj sport, jedan na Svetom Petru, a drugi na Mikelonu, ostavština baskijskih ribara.

## Manifestacije
Na otočju postoji mnogo festivala tokom cijele godine i za sve ukuse: festival konja, morske hrane, mornara ili mora, polumaraton od 25 km. Obalna glazba, kao dodatak glazbenom festivalu u lipnju najavljuje glazbeni festival  "des Déferlantes Atlantiques". Također postoji i Baskijski festival ( Fête basque) s tradicionalnim baskijskim plesovima i pelotom (u kolovozu).

## Vanjske poveznice

### Općenite stranice
- Enciklopedija o otocima Sveti Petar i Mikelon
- Stranica o Svetom Petru i Mikelonu udruženja Frontenac-Amériques
- Ephémérides des Iles Saint-Pierre et Miquelon
- Stranica sveučilišta Laval iz Québeca o Svetom Petru i Mikelonu  Arhivirana inačica izvorne stranice od 13. srpnja 2006. (Wayback Machine)
- Akademske službe Svetog Petra i Mikelona  Arhivirana inačica izvorne stranice od 30. lipnja 2007. (Wayback Machine)
- Biskupija Svetog Petra i Mikelona
- Službena stranica gradonačelnika Saint-Pierrea

|  | Portal Francuske – Pristup člancima s tematikom o Francuskoj. |